# Eucereon
Eucereon é um gênero de traça pertencente à família Arctiidae.